# José Rodríguez-Spiteri Palazuelo
José Rodríguez-Spiteri Palazuelo (Madrid, 28 de desembre de 1945), és un diplomàtic espanyol.

## Biografia
Llicenciat en Dret, va ingressar en 1972 en la Carrera Diplomàtica. Ha estat destinat en les representacions diplomàtiques espanyoles en l'Índia, Múnic i Mèxic. En 1983 va ser nomenat cap de Mitjans Operatius de la Presidència del Govern i en 1990 va passar a ocupar el càrrec de director general de Política Exterior per a Amèrica del nord i Àsia.
En 1994 va ser designat director general de Política Exterior per a Europa i, posteriorment, director general de Política Exterior per a Europa i Amèrica del Nord, ambaixador d'Espanya en Portugal i ambaixador d'Espanya en la República Federal Alemanya. En 2005 va ser designat ambaixador en Missió Especial per a Projectes en el Marc de la Integració Europea, càrrec que va ocupar fins al seu cessament el 2009. En 2012 fou nomenat president del Consell d'Administració de Patrimoni Nacional.